# Новина-Добрятинская
Новина-Добрятинская (укр. Новина-Добрятинська) — село в Млиновской поселковой общине Дубенского района Ровненской области Украины.
До 2020 года входило в Млиновский район.
Население по переписи 2001 года составляло 127 человек. Почтовый индекс — 35136. Телефонный код — 3659. Код КОАТУУ — 5623882302.